# Бета-сірка

Фазова діаграма алотропних форм сірки α орторомбічна, β моноклінна.

Бе́та-сі́рка (β-сі́рка) — моноклінна модифікація сірки, стійка вище 95,6  °C.
Призматичний вид. Кристали таблитчасті, іноді псевдокубічні, а також скелетні форми. Густина 1,982. Твердість 1,5. Колір світло-жовтий до безбарвного, іноді буруватий від органічних домішок. Дуже крихка. Температура плавлення 119 °C.
Спостерігалась у фумаролах Везувію, Курильських островів, острову Ява, в горах Матра в Угорщині.